# Brienz
Brienz és un poble i municipi situat a la riba nord del llac de Brienz, als peus de la muntanya Brienzer Rothorn, en la regió de l'Oberland bernès del cantó de Berna, Suïssa. A més del poble de Brienz, el municipi inclou els assentaments de Kienholz i Axalp.

## Història
Els primers assentaments daten del Neolític i de l'edat de bronze. Al segle v aC, els celtes es van establir en les valls alpines entre les fonts del Roine, el Rin i el Danubi, que s'estenien des de la capçalera fins a Viena i Belgrad. A finals del segle I aC els romans van conquerir aquesta zona. Els assentaments romans van ser destruïts pels alamans el 259/60. Finalment es van establir a la zona al voltant del 450. En qualsevol cas, s'han trobat evidències d'un assentament dels alamans al segle VII. Brienz es menciona per primera vegada el 1146 com a Briens. El 1528, Brienz va passar a formar part del cantó de Berna.
El llac de Brienz ha estat utilitzat probablement com a ruta de transport des de la prehistòria, però el primer vaixell de vapor es va introduir el 1839, operant una ruta entre Interlaken i Brienz. El 1888, es va obrir el tren de metro Brünig entre Brienz i Alpnachstad, al llac de Lucerna. Per tant, Brienz es va convertir, per un temps, en un punt de transferència en una ruta de vaixells i trens híbrids des d'Interlaken a Lucerna. Cap el 1916, el ferrocarril de Brünig es va estendre fins a Interlaken per la riba nord del llac, i Brienz es va convertir en una parada intermèdia de la via ferroviària.

## Geografia
El municipi de Brienz inclou diverses comunitats al llarg de l'extrem superior del llac Brienz i s'estén a les muntanyes veïnes. Inclou el poble de Brienz a la riba dreta, en la desembocadura de l'Aare i el poble de Kienholz al nord així com els assentaments d'Engi i Schwendi a la riba esquerra. Sortint de la riba dreta, la terra puja cap a Rotschalp, Planalp i Giebelegg abans d'arribar al Brienzer Rothorn (2.351 m). Des de la riba esquerra es troben sobre les cascades de Brienzerberg i Giessbach, Tschingelfeld, Hinterburg i Axalp fins a arribar al Schwarzhorn (2.928 m).
La parròquia de Brienz inclou Oberried am Brienzersee, Schwanden bei Brienz, Hofstetten bei Brienz i Brienzwiler.
Brienz té una superfície de 48,06 km². D'aquesta àrea, un 38,6% és per a ús agrícola, un 33,7% són boscos, un 4,5% son edificis o carreteres, un 0,1% són rius o llacs i un 22,2% és terra no productiva.
De la superfície construïda, l'habitatge i els edificis constitueixen un 2,2% i la infraestructura de transport un 1,6%. De la superfície boscosa, el 29,9% de la superfície total està fortament boscosa i el 2,7% està coberta d'horts o petits arbres. De les terres agrícoles, el 7,2% són pastures i el 30,5% es destina a pastures alpines. De l'aigua del municipi, el 0,3% és en llacs i el 0,8% en rius i rieres. De les àrees no productives, el 8,6% és vegetació improductiva i el 13,3% massa rocosa per a la vegetació.
El 31 de desembre de 2009, Amtsbezirk Interlaken, antic districte del municipi, es va dissoldre i es va unir al nou districte administratiu d'Interlaken-Oberhasli.